# Pink Ribbon (snooker)
Le Pink Ribbon est un tournoi de snooker organisé à Gloucester, en Angleterre, jusqu'en 2019, et à Walsall, également en Angleterre, depuis 2024. Il est ouvert aux joueurs professionnels et amateurs et de catégorie non-classée (en anglais non-ranking), c'est-à-dire ne comptant pas pour le classement mondial.
Ce tournoi qui s'est tenu pour la première fois en 2010 et annuellement jusqu'en 2019, a pour objectif de lever des fonds pour la lutte contre le cancer du sein. Les joueurs portent un tricot de couleur rose en signe de soutien. Il est interrompu pendant cinq ans en raison de la pandémie mondiale, avant d'être relancé en juillet 2024.
Le tenant actuel du titre est l'Anglais Oliver Lines, qui a remporté la dernière édition en battant son compatriote  Elliot Slessor en finale.
L'Anglais Stuart Bingham détient le plus grand nombre de victoires (2).

## Palmarès
| Année                                                                           | Ville                | Vainqueur            | Finaliste            | Score                | Saison               |
| Pink Ribbon (pro-am)                                                            | Pink Ribbon (pro-am) | Pink Ribbon (pro-am) | Pink Ribbon (pro-am) | Pink Ribbon (pro-am) | Pink Ribbon (pro-am) |
| ------------------------------------------------------------------------------- | -------------------- | -------------------- | -------------------- | -------------------- | -------------------- |
| 2010                                                                            | Gloucester           | Michael Holt         | Jimmy White          | 6-5                  | 2010-2011            |
| 2011                                                                            | Gloucester           | Mark Joyce           | Michael Holt         | 4-0                  | 2011-2012            |
| 2012                                                                            | Gloucester           | Stuart Bingham       | Peter Lines          | 5–2                  | 2012-2013            |
| 2013                                                                            | Gloucester           | Joe Perry            | Barry Hawkins        | 4-3                  | 2013-2014            |
| 2014                                                                            | Gloucester           | Peter Lines          | Nigel Bond           | 4-1                  | 2014-2015            |
| 2015                                                                            | Gloucester           | Ronnie O'Sullivan    | Darryn Walker        | 4-2                  | 2015-2016            |
| 2016                                                                            | Gloucester           | Jamie Jones          | David Grace          | 4-3                  | 2016-2017            |
| 2017                                                                            | Gloucester           | Robert Milkins       | Rob James            | 4-2                  | 2017-2018            |
| 2018                                                                            | Gloucester           | Andrew Norman        | Harvey Chandler      | 4-2                  | 2018-2019            |
| 2019                                                                            | Gloucester           | Stuart Bingham (2)   | Mark Allen           | 4-3                  | 2019-2020            |
| Pas de tournoi en 2020, 2021, 2022 et 2023 en raison de la pandémie de Covid-19 |                      |                      |                      |                      |                      |
| 2024                                                                            | Walsall              | Oliver Lines         | Elliot Slessor       | 4-3                  | 2024-2025            |

## Bilan par pays
| Pays           | Joueurs | Total | Premier titre | Dernier titre |
| -------------- | ------- | ----- | ------------- | ------------- |
| Angleterre     | 9       | 10    | 2010          | 2024          |
| Pays de Galles | 1       | 1     | 2016          | 2016          |